# Forrest Tucker (criminale)
Forrest Silva "Woody" Tucker (Miami, 23 giugno 1920 – FMC Fort Worth, 29 maggio 2004) è stato un criminale statunitense imprigionato per la prima volta all'età di 15 anni che ha trascorso il resto della sua vita dentro e fuori dal carcere.
È noto soprattutto come artista della fuga, essendo fuggito di prigione "18 volte con successo e 12 volte senza successo", secondo lui stesso. Il film del 2018 Old Man & the Gun, con Robert Redford nella parte di Tucker, è basato sulla sua vita.

## Biografia
Forrest Silva Tucker nacque il 23 giugno 1920 a Miami, da Leroy Morgan Tucker (1890–1938) e Carmen Tucker (nata Silva; 1898–1964). Leroy Tucker, un operatore di mezzi pesanti, lasciò la famiglia quando Forrest aveva sei anni. Forrest fu allevato a Stuart (Florida) da sua nonna Ellen Silva (nata Morgan). La sua prima fuga dalla detenzione avvenne nella primavera del 1936, dopo che era stato incarcerato per furto di auto. Tucker si sposò tre volte ed ebbe due figli, un maschio e una femmina; nessuna delle sue mogli sapeva della sua carriera criminale finché non furono informate dalla polizia.
Detenuto nella prigione di Alcatraz, Tucker riuscì a fuggire dalle autorità dopo che era stato temporaneamente trasferito in un ospedale di San Francisco per un'operazione. Fu catturato alcune ore dopo ancora in manette e con addosso il camice dell'ospedale. La sua fuga più famosa fu nell'estate del 1979 dal Carcere di San Quintino in California, quando lui e due complici costruirono un kayak e si allontanarono pagaiando in piena vista delle guardie. Fu catturato solo dopo quattro anni, durante i quali lui e una banda commisero crimini in modo sfrenato. I crimini preferiti di Tucker erano le rapine in banca e si stima che abbia rubato oltre quattro milioni di dollari durante la sua carriera. Tucker scrisse molti libri sulla sua vita inclusi Alcatraz: The True Story ("Alcatraz: la vera storia") e The Can Opener ("L'apriscatole"), sebbene non sia chiaro se siano mai stati pubblicati.
Vivendo in una comunità di riposo in Florida, all'età di 79 anni si sposò per la terza volta e si stima che rapinò quattro banche da solo nella zona. Fu infine catturato nel 2000 e condannato a 13 anni di prigione. David Grann riferì che era imprigionato nel Federal Medical Center di Fort Worth (ora noto come Federal Correctional Institution di Fort Worth). Morì in prigione il 29 maggio 2004.

## Nell'arte

### Media
Il profilo di Tucker fu tratteggiato da David Grann in The New Yorker nel 2003 in un articolo intitolato The Old Man and the Gun ("Il vecchio e la pistola") che descrive la più recente rapina in banca di Tucker.

### Cinema
Nel 2010, Old Man & the Gun fu opzionato da Anthony Mastromauro della Identity Films. Era stato precedentemente in fase di sviluppo alla Warner Bros. Pictures. Robert Redford interpretò e produsse il film, mentre David Lowery lo scrisse e diresse. Il film fu distribuito il 28 settembre 2018. È l'ultimo ruolo di Redford, poiché annunciò la sua intenzione di ritirarsi nell'agosto 2018.